# Schrötter (Adelsgeschlecht)

Wappen der Familie von Schrötter

Die Familie Schrötter kommt nach dem Gothaischen genealogischen Taschenbuch aus der schwäbischen-schweizerischen Ritterschaft. Ein Nachkomme erhielt am 26. Mai 1685 den polnischen Ritterstand, ab dem 13. März 1700 die Freiherrenwürde und am 27. Januar 1716 die preußische Adelsbestätigung. Die Familie war geteilt in die Linien Maulen und Wohnsdorf. Ferner entstand 1814 durch Adoption die Linie Schrötter-Stutterheim.
Eine briefadelige Familie von Schrötter entstand durch die Nobilitierung des Georg Gotthilf Wilhelm von Schroetter (1766–1847) am 15. Oktober 1840. Aus Österreich wiederum kommt die Familie Schrötter von Kristelli, ihr Begründer war der Olmützer Bürgermeister Karl Kristelli der für seine persönlichen Verdienste während der Belagerung von Olmütz 1758 den Adelsstand erhielt.

## Wappen
Das Wappen ist quadriert und mit einem roten mit einer Königskrone gezierten Mittelschild, worin ein goldener Buchstabe „L“ (Namenszug des Kaisers Leopold I.) von einem grünen Lorbeerkranz umgeben ist. Feld 1 und 4 in Gold ein aus der Teilungslinie halb hervorbrechender schwarzer Adler, welcher mit der sichtbaren Klaue einen die Spitze auf und etwas auswärts geneigten silbern bespitzten und befiederten roten Pfeil hält. 2 und 3 in Blau wachsen auswärts geneigt auf grünem Dreihügel zwei silberne Lilien an ihren Stängeln hervor. Zwei gekrönte Helme; der erste mit schwarz-goldenen Decken trägt einen auf dem rechten Fuß stehenden ausgebreiteten und gekrönten schwarzen Adler, welcher mit der linken Klaue ein blankes Schwert aufrecht hält. Aus dem zweiten Helm mit blau-silbernen Decken wächst ein geharnischter Ritter mit umgürtetem Schwert und rohem Helmbusch halb hervor, derselbe stemmt die linke Hand in die Seite und hält mit der rechten den grünen Lorbeerkranz mit dem Zeichen „L“ vor sich hin.

## Geschichte
Nach dem Gothaischen genealogischen Taschenbuch gehörte das alte Geschlecht schon im Jahre 1203 zur schwäbischen und schweizerischen Ritterschaft. Nach Weckmüller's Chronik war Eberhard von Schrötter Bischof zu Basel und Rudolf von Schrötter Landvogt von Schaffhausen. Peter Gebauer erteilt in seinen Elogen dem von Schrötter, welcher im dreizehnten Jahrhundert als Kustos am Dom zu Costnitz erscheint, großes Lob. Der Fröbenius erzählt, dass Bernhard von Schrötter auf dem Turnier des Kaisers Otto IV. in Augsburg den ersten Preis davon getragen habe. Bernhard's Bruder Ulrich von Schrötter fiel unter den Fahnen Österreichs in der blutigen Schlacht bei Laupen.
Der Landvogt der Waldstätten Otto von Schrötter hatte vier Söhne:
- Christoph, Heerführer im Königreich Ungarn, welcher im Krieg gegen die Türken von einem Pfeil durchbohrt wurde
- Ernst, Abt von Kloster Einsiedeln
- Immanuel, die rechte Hand des tapferen Kaspar von Frundsberg genannt und wegen seiner Tapferkeit in der Schlacht von Pavia mit der Bewachung des gefangenen französischen Königs Franz I. belohnt, später wurde Immanuel Präsident des Rats von Breisach und Gouverneur im Elsaß. Von seinen beiden Söhnen Karl und Philipp, welche in Flandern Belehnungen erhielten, diente Ersterer zunächst zur See unter Johann von Oesterreich gegen die Türken, danach kommandierte er eines der größten Kriegsschiffe in der Spanischen Armada Philipps II. Er wurde aber mit dem spanischen Admiral Don Peter de Valdez vom Admiral Drake gefangen genommen[3] und gefesselt nach London geführt, wo er den erlittenen Verwundungen erlag. Sein Bruder Philipp diente unter den berühmtesten Feldherren damaliger Zeit, nämlich unter dem Herzog von Alba, unter Johann von Oesterreich und unter Alexander Farnese, Herzog von Parma. In der Schlacht bei Cambray (1582) starb derselbe als Oberst eines österreichischen Kürassier-Regiments den Heldentod. Hugo Grotius gedenkt seiner mit Auszeichnung in der Geschichte der Niederlande. Die Leiche Philipps ist in der Kirche der Heiligen Jungfrau zu Cambray beigesetzt worden, wo das Grabmal von vielen Standarten umgeben noch im 19. Jahrhundert zu sehen war.
- Augustin, der vierte Sohn des obigen Otto, war Ritter des Deutschen Ordens St Mariä im Hospital zu Jerusalem. Er verließ aber mit dem Hochmeister Markgrafen Albrecht von Brandenburg den Orden, vermählte sich und schlug seinen Wohnsitz in Preußen auf. Sein Sohn Johann wurde Offizier im Heer des Kurfürsten Friedrich Wilhelm von Brandenburg.

Er hatte einen einzigen Sohn, Justus († 1664), Kaufmann in Königsberg. Dieser war Vater des Johannes von Schrötter (1646–1726), welcher zur Belohnung für seine treuen Dienste mit Billigung der Stände am 26. Mai 1685 vom König von Polen das Indigenat des polnischen Ritterstandes erhielt. Ritter Johannes wurde Vize Schatzmeister von Litauen, Castellan von Liefland und General-Postmeister. Zu dem Entsatz von Wien führte er dem Kaiser dort auf eigene Kosten angeworbene Dragoner gegen die Türken zu. Am 13. März 1700 erhob ihn Kaiser Leopold I. mit dem Titel Magnificus in den erblichen Stand der Magnaten und Barone des Königreichs Ungarn und aller anderen österreichischen Königreiche und Erbländer. Dieser erste Freiherr von Schrötter war Herr auf Maulen, Wohnsdorf, Inglitten, Althoff und Gedweiden. Aus seiner Ehe mit Henriette Amalie von Venediger, der einzigen Tochter des polnisch-kursächsischen Generalleutnants Wolf Heinrich von Venediger († 1706), hinterließ er unter vier Söhnen, namentlich Heinrich Christoph 1730, welcher das Majorat Maulen bei Königsberg stiftete, und Friedrich Wilhelm (* 24. März 1712), verheiratet mit Helena Barbara von der Groeben (1773) aus dem Haus Beslack, den Stifter des Majorats Wohnsdorf in Ostpreußen, als Heidenburg Capostete genannt. Sie sind die Eltern des Reformers Friedrich Leopold von Schrötter (1743–1815).
Siegmar von Schrötter (1852–1923) und später sein Sohn Siegfried (1895–1974) widmeten sich der Trakehner-Zucht.

## Bekannte Familienmitglieder

### Wohnsdorf
- Friedrich Leopold von Schrötter (1743–1815), preußischer Reformer
  - Eduard von Schrötter (1822–1883), preußischer Jurist und Landrat
  - Bruno von Schrötter (1816–1888), preußischer Verwaltungsjurist und Richter
  - Theobald von Schroetter (1820–1881), preußischer Generalmajor
    - Friedrich von Schrötter (1862–1944), Numismatiker
- Gustav von Schrötter (1830–1919), preußischer Generalleutnant und Militärbevollmächtigter
- Karl Wilhelm von Schrötter (1748–1819), preußischer Justizminister
  - Wilhelm von Schrötter (1810–1876), preußischer Jurist und Landrat, Mitglied der Frankfurter Nationalversammlung
- Robert von Schrötter (1843–1923), preußischer Generalmajor
- Theobald von Schrötter (1863–1949), preußischer Generalmajor

### Maulen
- Johann August von Schrötter (1707–1773)
  - Leopold von Schrötter (* 1791), Adoption durch Ludwig August von Stutterheim --> Linie: Schrötter-Stutterheim
- Siegmar von Schrötter (1852–1923), Mitglied des preußischen Herrenhauses
  - Siegfried Freiherr von Schrötter (1895–1974), Trakehner-Züchter, Namensgeber der Freiherr-von-Schrötter-Medaille des Trakehner-Verbandes